# Alfred Saalwächter

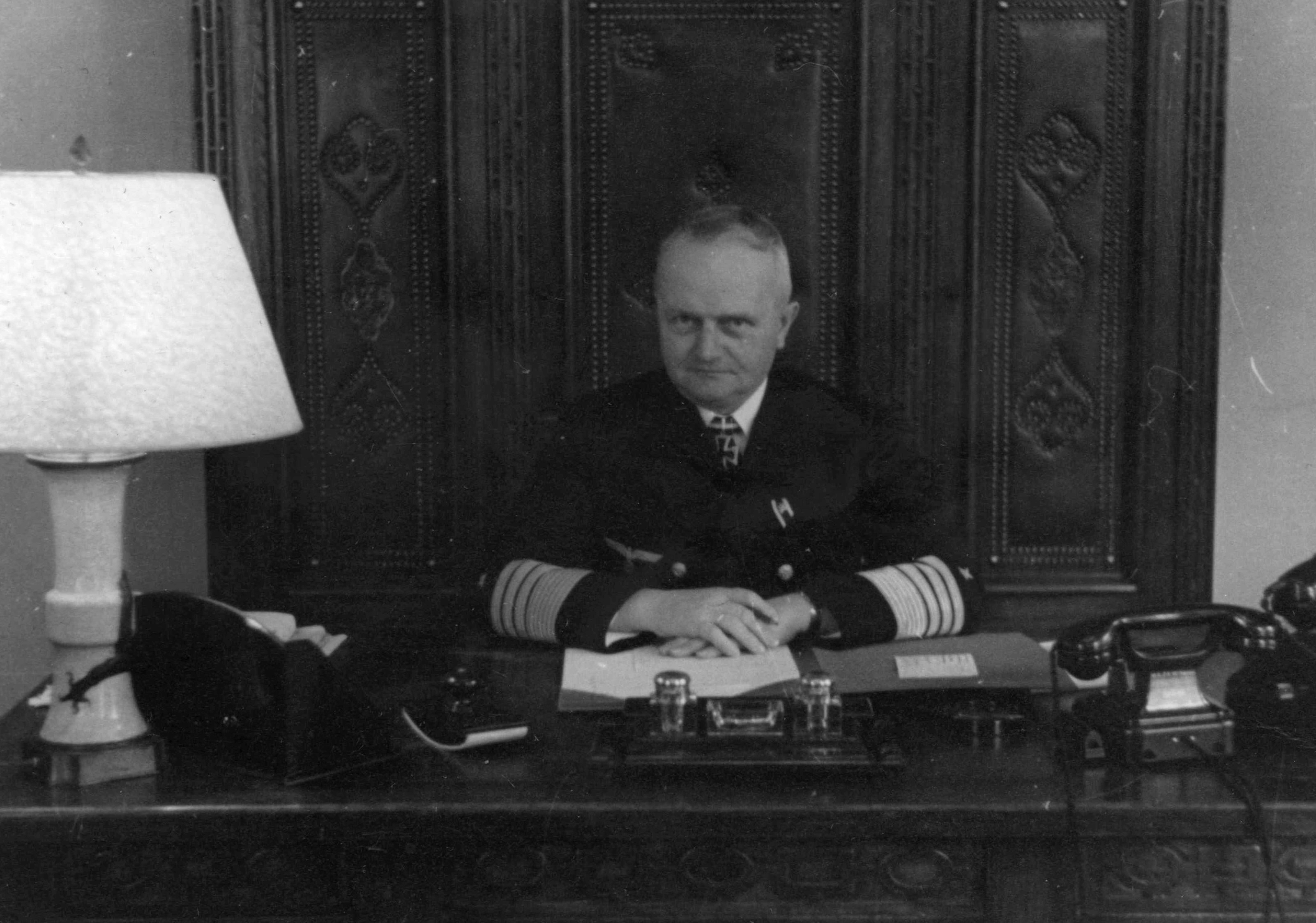
Alfred Saalwächter (1940)

Alfred Saalwächter (* 10. Januar 1883 in Neusalz/Oder; † 6. Dezember 1945 in Berlin) war ein deutscher Generaladmiral im Zweiten Weltkrieg.

## Leben
Alfred Saalwächter war der Sohn eines Fabrikdirektors. Er trat am 10. April 1901 als Seekadett in die Kaiserliche Marine ein, wo er seine Ausbildung auf der Kreuzerfregatte Moltke und auf dem Schulkreuzer Hertha begann. Seine ersten Offiziersjahre bis zum Kriegsausbruch 1914 verbrachte er fast ausschließlich mit Bordkommandos, zunächst bei der 2. Matrosen-Division, dann auf dem Linienschiff Hessen und bei der II. Werftdivision. Am 10. März 1906 wurde er mit 23 Jahren Oberleutnant zur See und danach bis 1908 bei der 2. Torpedo-Division als Adjutant der I. Abteilung eingesetzt. Anschließend diente er auf dem Großen Kreuzer Gneisenau. 1910 wurde er Flaggleutnant an Bord der Linienschiffe Hannover und später Westfalen, d. h. Adjutant eines Flaggoffiziers, des Vizeadmirals Hugo von Pohl (1855–1916), der zu dem Zeitpunkt das I. Geschwader befehligte. Am 10. April 1911 wurde Saalwächter zum Kapitänleutnant befördert und in den Admiralstab der Marine nach Berlin kommandiert, dem er bis März 1915, zuletzt als Dezernent in der Operationsabteilung, angehörte.
Am 31. März 1915 wurde Saalwächter Flaggleutnant beim Kommando der Hochseestreitkräfte auf dem Linienschiff Friedrich der Große. Im Februar 1916 wurde er zur U-Boot-Waffe versetzt. Nach Absolvierung der U-Boot-Schule war er von September 1916 bis März 1918 als Kommandant von U 25, U 46 und U 94 im Einsatz. Seine Erfolge als U-Boot-Kommandant wurden mit der Verleihung des Eisernen Kreuzes I. Klasse, des Ritterkreuzes des Königlichen Hausordens von Hohenzollern mit Schwertern sowie des Hamburger Hanseatenkreuz gewürdigt. Den Krieg beendete er als Admiralstabsoffizier beim Befehlshaber der U-Boote, Kommodore Andreas Michelsen.
Nach Übernahme in die Reichsmarine wurde Saalwächter 1920 zum Korvettenkapitän ernannt. Nach verschiedenen anderen Verwendungen – u. a. im Personalamt der Marineleitung – wurde er 1. Admiralstabsoffizier beim Stab des Oberbefehlshabers der Seestreitkräfte und dem daraus hervorgegangenen Flottenkommandos auf dem Linienschiff Braunschweig. Am 1. Oktober 1926 wurde er Kommandant des Kleinen Kreuzers Amazone und übernahm ein Jahr später als Fregattenkapitän das Kommando über das Linienschiff Schlesien. Nach seiner Beförderung zum Kapitän zur See am 15. Oktober 1928 wurde Saalwächter für zwei Jahre dem Chef des Stabes der Flotte (Flottenkommando) unter Vizeadmiral Iwan Oldekop zugeteilt. Anschließend gehörte er drei Jahre lang – ab 1. Oktober 1932 – als Konteradmiral der Marineleitung als Chef der Marine-Wehr-Abteilung an.
Am 2. Oktober 1933 wurde Saalwächter zum Inspekteur des Marine-Bildungswesens ernannt. Während der folgenden fünf Jahre hatte er starken Einfluss auf die Entwicklung des jungen Seeoffizierskorps. Am 1. April 1935 wurde er zum Vizeadmiral und am 1. Juni 1937 zum Admiral befördert. Am 28. Oktober 1938 wurde er zum Kommandierenden Admiral der Marinestation der Nordsee in Wilhelmshaven ernannt, eine der höchsten Positionen in der damaligen Kriegsmarine.
Bei Beginn des Zweiten Weltkriegs erhielt Saalwächter den Oberbefehl über das Marinegruppenkommando West und war damit ab September 1939 für die Leitung der Operationen in der Nordsee zuständig, was allerdings zu mancherlei Reibereien mit den Flottenchefs, den Vizeadmiralen Hermann Boehm, Wilhelm Marschall und Günther Lütjens führte.
Am 1. Januar 1940 wurde er zum Generaladmiral befördert. Gemeinsam mit Admiral Rolf Carls oblag Saalwächter die taktische Leitung der Marineoperationen beim Norwegeneinsatz (Unternehmen Weserübung); als Anerkennung dafür wurde ihm am 9. Mai 1940 das Ritterkreuz des Eisernen Kreuzes verliehen.
Seit dem Sommer 1940 leitete Saalwächter die Operationen der deutschen Überwasser-Seestreitkräfte im nordatlantischen Raum und im Ärmelkanal, bis er im September 1942 zur Verfügung des Oberbefehlshabers der Kriegsmarine gestellt und durch Admiral Theodor Krancke ersetzt wurde. Am 14. Dezember 1942 erhielt er das Deutsche Kreuz in Gold.
Saalwächter schied einige Monate nach diesem Kommandowechsel endgültig aus dem aktiven Marinedienst aus. Er wurde im Juli 1945 von den sowjetischen Besatzungsbehörden verhaftet und in das ehemalige Jugendgefängnis Magdalenenstraße in Berlin-Lichtenberg eingeliefert. Im August wurde er dort vor ein sowjetisches Militärgericht gestellt und zu langjähriger Zwangsarbeit verurteilt. Nach einer anderen Version wurde er wegen Kriegsverbrechen und Beihilfe zur Entfesselung des Angriffskrieges zum Tode verurteilt und am 6. Dezember 1945 erschossen. Die genauen Umstände sind bis heute nicht aufgeklärt. Nach dem Zusammenbruch der Sowjetunion wurde er 1994 von den russischen Justizbehörden rehabilitiert.

## Ehrungen
- Ritterkreuz des Ordens der siamesischen Krone am 1. November 1905[2]
- Russischer Orden der Heiligen Anna IV. Klasse am 9. Mai 1910[2]
- Roter Adlerorden IV. Klasse am 7. November 1912[2]
- Orden der Eisernen Krone III. Klasse am 12. Mai 1914[2]
- U-Boot-Kriegsabzeichen (1. Januar 1929)[2]